# 東洋小浪花介
東洋小浪花介（学名：Cytherella japonica）为小浪花介科小浪花介屬下的一个种。